# Tratamiento de la depresión
El tratamiento de la depresión involucra diferentes tipos de terapias. Por ejemplo: medicamentos, terapia de conducta y dispositivos médicos. El trastorno depresivo mayor, frecuentemente referido como “depresión”, es diagnosticado con más frecuencia en países desarrollados, donde hasta un 20 % de la población se ve afectada por este padecimiento en alguna etapa de su vida. De acuerdo con la Organización Mundial de la Salud (OMS), la depresión es la cuarta entre las diez principales causas de afección de la población mundial. Se estima que para el año 2020, la depresión ocupará el segundo puesto.
Aunque el tratamiento farmacológico es la terapia que se prescribe con más frecuencia, la psicoterapia también puede ser eficaz, por si sola o en combinación con la medicación. Mediante la combinación de la psicoterapia y los antidepresivos se puede proporcionar una “ligera ventaja”; aun así, los antidepresivos solos o la psicoterapia por si sola no son tan diferentes de otros tratamientos, o “controles de intervención activa”. Dado un diagnóstico preciso de trastorno depresivo mayor, en general el tipo de tratamiento (antidepresivos y/o psicoterapia, tratamientos alternos u otros) es “menos importante que el hecho de que los pacientes deprimidos participen en un programa terapéutico”.
La psicoterapia es el tratamiento recomendado para los menores de 18 años, con la medicación ofrecida solo como opción secundaria a la psicoterapia y generalmente no como un agente de primera opción. Para el tratamiento se debe considerar la posibilidad de depresión, el abuso de sustancias u otros problemas de salud mental en los padres, y en caso de estar presente el padecimiento y con el fin de ayudar al niño, el o los padres deben de ser tratados en paralelo con el menor.

## Psicoterapia
Existen distintos tipos de psicoterapias utilizadas para el tratamiento de la depresión que son indicadas a pacientes o grupos de pacientes por parte de los psicoterapeutas, psiquiatras, psicólogos, trabajadores sociales clínicos, consejeros o enfermeros psiquiátricos. Con las formas más crónicas de la depresión, a menudo se considera que el tratamiento más eficaz es una combinación de medicación y psicoterapia. La psicoterapia es el tratamiento más recomendado para personas menores de 18 años.
La forma más estudiada de psicoterapia para la depresión es la terapia cognitivo-conductual (TCC), pensada para funcionar mediante la enseñanza de un conjunto de habilidades cognitivas y de comportamiento, para que el paciente pueda emplearlas por su cuenta. En investigaciones previas se sugirió que la terapia cognitivo-conductual no era tan efectiva como la medicación antidepresiva para el tratamiento de la depresión, sin embargo, estudios recientes sugieren que esta terapia puede funcionar tan bien como los antidepresivos en el tratamiento de pacientes con depresión moderada a severa.
Los efectos de la psicoterapia y las mejoras clínicas, así como las tasas de revisión, han disminuido constantemente desde la década de 1970.
Una revisión sistemática de los datos que comparan la TCC de baja intensidad (como la autoayuda guiada mediante materiales escritos y el apoyo profesional limitado, y las intervenciones basadas en sitios web) con la atención habitual, encontró que los pacientes que inicialmente tenían depresión más grave se beneficiaron de las intervenciones de baja intensidad al menos en la misma medida que los pacientes menos deprimidos.
Para el tratamiento de la depresión en adolescentes, un estudio publicado encontró que la TCC sin medicación tenía un efecto equivalente a un placebo, y significativamente peor que el antidepresivo fluoxetina. Sin embargo, en el mismo artículo se informó que la TCC y la fluoxetina superaron los resultados del tratamiento que solo utilizaba fluoxetina. La combinación de la fluoxetina con TCC no demostraba tener algún beneficio adicional en otros dos estudios diferentes o, como máximo, solo se demostró un beneficio marginal, en un cuarto estudio.
La terapia de la conducta en el tratamiento de la depresión a veces es llamada activación conductual. Existen diversos estudios que demuestran que la activación conductual es superior a la TCC. Además, la activación conductual parece tardar menos tiempo y conducir a un cambio más duradero.
La terapia de aceptación y compromiso (TAC), una forma de atención plena de la TCC que tiene sus bases en el análisis de la conducta, también demuestra ser eficaz en el tratamiento de la depresión, y puede ser más útil que la TCC tradicional, especialmente cuando la depresión está acompañada por ansiedad y cuando es resistente a la TCC tradicional.
Una revisión de cuatro estudios acerca de la efectividad de la terapia cognitiva basada en la atención plena (MBCT, por sus siglas en inglés), demuestra que la aplicación de esta en un programa de clase recientemente desarrollado, diseñado para prevenir la recaída, sugiere que la MBCT puede tener un efecto aditivo cuando se proporciona la atención habitual al paciente que ha tenido tres o más episodios depresivos, aunque la atención habitual no incluya tratamiento con antidepresivos ni psicoterapia, y la mejora que fue observada pudo haber reflejado efectos no específicos o efectos placebo.
La psicoterapia interpersonal se enfoca en los factores desencadenantes sociales e interpersonales que pueden ocasionar la depresión. Existen pruebas de que éste es un tratamiento eficaz para la depresión. La terapia toma un curso estructurado con un número determinado de sesiones semanales (a menudo 12) como en el caso de la TCC; sin embargo, la terapia se enfoca a las relaciones con otras personas. La terapia puede ser usada para ayudar a una persona a desarrollar o mejorar sus habilidades interpersonales con el objetivo de que el paciente pueda comunicarse de manera más eficaz y reducir el estrés.
El psicoanálisis, una escuela de pensamiento fundada por Sigmund Freud que enfatiza la resolución de conflictos mentales inconscientes, es utilizado por sus profesionales para tratar a los pacientes que presentan un trastorno depresivo mayor. Una técnica más ampliamente practicada, llamada psicoterapia psicodinámica, se basa de un modo no estricto en el psicoanálisis y tiene un enfoque social e interpersonal adicional. En un metaanálisis de tres ensayos controlados, la psicoterapia psicodinámica resultó ser tan eficaz como la medicación para la depresión leve a moderada.

## Medicación

Isoaniacida, el primer compuesto denominado antidepresivo

Para encontrar un tratamiento farmacéutico más eficaz, las dosificaciones de los medicamentos deben ajustarse a menudo, así como combinarse distintos antidepresivos o cambiar los mismos. Las tasas de respuesta al primer agente administrado pueden ser bajas, alrededor del 50 %. Los tratamientos pueden tomar de tres a ocho semanas después del inicio del tratamiento antes de que sus efectos terapéuticos puedan ser completamente vistos. A los pacientes se les aconseja no dejar de tomar los antidepresivos de repente y continuar su uso al menos cuatro meses para prevenir la posibilidad de recurrencia.
Los inhibidores selectivos de la recaptación de serotonina (ISRS), como la sertralina (Zoloft, Lustral), el escitalopram (Lexapro, Cipralex), la fluoxetina (Prozac), la paroxetina (Serotax), y el citalopram, son los medicamentos primarios considerados debido a que los efectos secundarios son relativamente leves y tienen un gran efecto sobre la depresión y la ansiedad, y también poseen un menor riesgo de ocasionar una sobredosis, en comparación con otras alternativas tricíclicas más antiguas. Aquellos pacientes que no responden al primer ISRS probado pueden ser cambiados a otro. Si existe una disfunción sexual está presente antes de la aparición de la depresión, los ISRS deben ser evitados. Otra de las opciones más usadas es cambiar a algún antidepresivo atípico o agregar bupropión a la terapia existente posiblemente esta estrategia es la más efectiva. No es anormal que los ISRS causen o aumenten el insomnio; aunque se puede utilizar un antidepresivo serotonérgico noradrenérgico (NaSSA, por sus siglas en inglés), mirtazapina (Zispin, Remeron) en estos casos. La terapia cognitiva conductual para el insomnio también puede tener un beneficio al alivio del insomnio sin la medicación adicional. Venlafaxina (Effexor) puede ser moderadamente más eficaz que los ISRS; sin embargo, no se recomienda como tratamiento de primera opción debido a que existe una mayor tasa de efectos secundarios, y su uso no es aconsejable para el uso en niños y adolescentes. La fluoxetina es el único antidepresivo recomendado para personas menores de 18 años, pero si un niño o adolescente es intolerante a este medicamento, puede considerarse otro ISRS. Existe una falta de evidencia acerca de la efectividad de los ISRS en aquellos pacientes con depresión complicada por demencia.
Los antidepresivos tricíclicos tienen una mayor tasa de efectos secundarios que los ISRS (pero disminuye los efectos de disfunciones sexuales) y suelen solo medicarse a tratamiento para pacientes hospitalizados, para los cuales el antidepresivo tricíclico amitriptilina, con el cual se percibe que es más eficaz. Una clase distinta de antidepresivos, los inhibidores de la monoamina oxidasa, están plagados de eficacia dudosa (aunque los estudios iniciales usaron dosificaciones que se consideran muy bajas) y los efectos adversos que amenazan la vida del paciente. Estos medicamentos son raramente usados, aunque se han desarrollado nuevos agentes de esta misma clase (RIMA) con un mejor perfil de efectos secundarios.

### Aumento
Los médicos a menudo suelen agregar un medicamento con un modo de acción que es diferente, esto con el fin de reforzar el efecto de un antidepresivo como, por ejemplo, en los casos de resistencia al tratamiento; un estudio de una comunidad extensa de 2002 de 244,859 pacientes deprimidos de la administración de veteranos encontró que el 22 % había recibido un segundo agente, más comúnmente un segundo antidepresivo. El litio se ha utilizado para aumentar la terapia antidepresiva en aquellos pacientes que no han respondido a los antidepresivos solos. Además, el litio disminuye drásticamente la tasa de riesgo de suicidio en la depresión recurrente. La adición de antipsicóticos atípicos se usa cuando el paciente no ha respondido a un antidepresivo, con esto también se sabe que aumenta la eficacia de los fármacos antidepresivos, aunque la tasa de secundarios aumenta, así como que también estos son potencialmente graves. Existe alguna evidencia que la adición de una hormona tiroidea, la triyodotironina, en pacientes con función tiroidea normal. Stephen M. Stahl, reconocido académico en psicofarmacología, ha declarado que recurre a un psicoestimulante dinámico, específicamente, a la d-anfetamina que es la “estrategia clásica de aumento para el tratamiento de la depresión refractaria”. Sin embargo, el uso de estimulantes en casos de depresión resistente al tratamiento es relativamente controvertido.
| Fármaco     | MHRA aprobado como un adjunto | TGA aprobado como un adjunto                                            | FDA aprobado como un adjunto       | Proporción de la falta de respuesta sobre la monoterapia antidepresiva | Diferencia media con MADRS | Diferencia media con HAM-D | Proporción de respuesta para el abandono de tratamiento por cualquier razón. | Proporción de respuesta por abandono del estudio temprano debido a los efectos adversos | Proporción de respuesta por aumento significante de peso | Diferencia media por el aumento de peso (kg) | Proporción de respuesta por sedación. |
| ----------- | ----------------------------- | ----------------------------------------------------------------------- | ---------------------------------- | ---------------------------------------------------------------------- | -------------------------- | -------------------------- | ---------------------------------------------------------------------------- | --------------------------------------------------------------------------------------- | -------------------------------------------------------- | -------------------------------------------- | ------------------------------------- |
| Aripiprazol | No                            | No                                                                      | Si                                 | 0.48 (0.37-0.63)                                                       | -3.04 (-4.09,0.00)         | Sin información            | 1.21 (0.86, 1.71)                                                            | 2.59 (1.18, 5.71)                                                                       | 5.93 (2.15, 16.36)                                       | 1.07 (0.30, 1.84)                            | 3.42 (0.66, 17.81)                    |
| Litio       | No                            | No. Pero en el Australian Medicines Handbook se acepta el uso de litio. | No                                 | 0.47 (0.27-0.81)                                                       | Sin información            | Sin información            | Sin información                                                              | Sin información                                                                         | Sin información                                          | Sin información                              | Sin información                       |
| Olanzapina  | No                            | No                                                                      | Si (en combinación con fluoxetina) | 0.70 (0.48, 1.02)                                                      | -2.84 (-5.84,-0.20)        | -7.90 (-16.63, 0.83)       | 1.22 (0.82, 1.83)                                                            | 3.51 (1.58, 7.80)                                                                       | 12.14 (0.70, 208.95)                                     | 4.58 (4.06, 5.09)                            | 3.53 (1.64, 7.60)                     |
| Quetiapina  | Si                            | Si                                                                      | Si                                 | 0.66 (0.51, 0.87)                                                      | -2.67 (-4.00, -1.34)       | -2.67 (-3.79, -1.55)       | 0.75 (0.26, 2.14)                                                            | 5.59 (1.47, 21.26)                                                                      | 3.06 (1.22, 7.68)                                        | 1.11 (0.56, 1.66)                            | 8.79 (4.90, 15.77)                    |
| Risperidona | No                            | No                                                                      | No                                 | 0.57 (0.36, 0.89)                                                      | -1.85 (-9.17, 5.47)        | -1.69 (-4.13, 0.74)        | 1.04 (0.59, 1.83)                                                            | 2.11 (0.79, 5.68)                                                                       | 3.32 (0.99, 11.12)                                       | 1.80 (0.95, 2.65)                            | 1.10 (0.31, 3.99)                     |

### Eficacia de la medicación con la psicoterapia
Los antidepresivos son estadísticamente superiores al placebo, pero su efecto general es de bajo a moderado. Al respecto, los medicamentos no superan los criterios del Instituto Nacional de Salud y de Excelencia Clínica (NIHCE, por sus siglas en inglés) para un efecto “clínicamente significativo”. En particular, el tamaño del efecto fue pequeño para un trastorno depresivo moderado, pero el efecto aumentó en gran medida, para el trastorno depresivo severo alcanzando un efecto de “significación clínica”. Estos resultados fueron consistentes con los estudios clínicos anteriores en los que solo los pacientes con trastorno depresivo mayor se vieron beneficiados por la psicoterapia o el tratamiento con un antidepresivo, Imipramina, más que a partir del tratamiento con placebo. A pesar de obtener resultados muy parecidos, los autores discutieron la interpretación. Uno de los autores concluyó que “parece poca evidencia apoyar la prescripción de la medicación antidepresiva a cualquier paciente severamente deprimido, a menos que los tratamientos alternativos no hayan proporcionado un beneficio”. El otro autor estuvo de acuerdo haciendo referencia a la analogía del vaso medio lleno pero que tampoco está completamente vacío, para el trastorno depresivo. Señaló que la alternativa de primera opción a la medicación es la psicoterapia, que no tiene una eficacia superior.
Los antidepresivos en general son tan eficaces como la psicoterapia para la depresión mayor, y esta conclusión es válida tanto para las formas severas como el trastorno depresivo mayor. Mientras que la medicación da mejores resultados para la distimia. El subgrupo ISRS puede ser ligeramente más efectivo que la psicoterapia. Por otro lado, el número de pacientes que abandonan el tratamiento para la depresión es mayor que el número de paciente que abandonan la psicoterapia, esto debido a los efectos secundarios de los antidepresivos. La psicoterapia que resulta exitosa parece prevenir la recurrencia de la depresión, incluso después de haber sido terminada o reemplazada por “sesiones”. Este mismo grado de prevención puede obtenerse mediante la continuación del tratamiento con antidepresivos.
Dos estudios sugieren que la combinación de psicoterapia y medicación es la manera más efectiva para tratar la depresión en los adolescentes. Tanto el Tratamiento de Adolescentes con Estudio de Depresión (TAED) como el Tratamiento de Depresión Resistente en Adolescentes (TDRA) mostraron resultados muy similares. TAED dio como resultados que el 71 % de los pacientes adolescentes tuvieran una mejoría significativa en el estado de ánimo, esto sobre pasando el 60,6 % de los pacientes con mejoría mediante medicación sola, y el 43,2 % con TCC sola Similarmente TDRA mostró un 54,8 % de mejoría con TCC y fármacos contra el 40,5 % tratado solo mediante fármacos.

### Tratamientos Experimentales

#### Ketamina
La investigación de los efectos secundarios de los antidepresivos de las infusiones de ketamina a dosis subanestésicas ha demostrado de manera consistente respuestas rápidas (4 a 72 horas) de dosis únicas, con una mejoría sustancial en el estado de ánimo de la mayoría de los pacientes y se observó remisión en algunos otros. Sin embargo, estos efectos son a menudo de corta duración, y los intentos de alargar el efecto antidepresivo con dosis repetidas y el tratamiento extendido han dado un resultado exitoso modesto.

#### Creatina
El aminoácido creatina, comúnmente utilizado como un suplemento para mejorar el rendimiento de los físicoculturistas, ha sido estudiado por las posibles propiedades antidepresivas. Un ensayo doble ciego, controlado con placebo, aplicado a mujeres con un trastorno depresivo mayor, dio como resultado que la alimentación diaria con suplementos de creatina con escitalopram era más eficaz que el escitalopram solo. Los experimentos en ratones han encontrado que los efectos antidepresivos de la creatina pueden ser bloqueados por fármacos que actúan en los receptores de dopamina, lo que sugiere que el fármaco actúa sobre las vías de la dopamina.

#### Receptor agonista de la dopamina
Algunas investigaciones sugieren que el receptor agonista de la dopamina puede ser eficaz en el tratamiento de la depresión, sin embargo, los estudios acerca de esto, son escasos y los resultados son preliminares.

#### SAMe
S-Adenosil metionina (SAMe) está disponible como un antidepresivo de prescripción en Europa y un suplemento dietético de venta libre en los Estados Unidos La evidencia de 16 estudios clínicos con una pequeña muestra de pacientes, revisada en 1994 y 1996, sugirió que fuera más eficaz que el placebo y tan eficaz como la medicación antidepresiva estándar para el tratamiento de la depresión mayor.

#### Triptófano y el 5-HTP
El triptófano es un aminoácido que se convierte en 5-hidroxitriptófano (5-HTP) que posteriormente se convierte en el neurotransmisor de la serotonina. Dado que la deficiencia de serotonina ha sido reconocida como una de las posibles causas de la depresión, se ha planteado que el consumo de triptófano y 5-HTP puede mejorar los síntomas de la depresión mediante el aumento del nivel de serotonina en el cerebro. El 5-HTP y el triptófano se venden sin receta médica en América del Norte, pero requiere receta en Europa. Se han realizado pequeños estudios usando 5-HTP y triptófano como terapia adyuvante además del tratamiento estándar para la depresión. Mientras que otras investigaciones tuvieron resultados positivos, y estos fueron criticados por tener defectos metodológicos, y un estudio más reciente no encontró beneficio sostenido de su uso. La seguridad de estos medicamentos no ha sido bien estudiada. Debido a la falta de investigaciones de alta calidad, la naturaleza preliminar de los estudios que demuestran eficacia, la falta de un estudio adecuado sobre su seguridad, y los informes de síndrome de eosinofiliamialgia, están asociados con el uso de triptófano y 5-HTP clínicamente útil.

#### Inositol
El inositol y el azúcar alcohólico que se encuentran en frutas, granos de frijol y frutos secos pueden tener efectos antidepresivos en dosis altas. El inositol puede ejercer sus efectos alterando la señalización intracelular.

## Dispositivos Médicos
Existe una variedad de dispositivos médicos que están en uso o bajo consideración para el tratamiento de la depresión, incluyendo dispositivos que ofrecen terapia electroconvulsiva, estimulación del nervio vago, estimulación magnética transcraneal repetitiva y estimulación de la electroterapia craneal. El uso de estos dispositivos en Estados Unidos requiere la aprobación de la Administración de Alimentos y Medicamentos de los Estados Unidos (FDA, del inglés Food and Drug Administration) después de los ensayos de campo. En 2010 un panel de la FDA consideró la cuestión del manejo de estos ensayos de campo. Los factores que consideraron fueron en sí los fármacos que habían sido eficaces, cuántos fármacos diferentes habían sido probados y la tolerancia para los suicidios como tasa para medir los ensayos de campo.

### Terapia electroconvulsiva
La terapia electroconvulsiva (TEC) es un tratamiento psiquiátrico estándar en el que las convulsiones son inducidas eléctricamente en los pacientes para aliviar las enfermedades psiquiátricas: 1880 . La TEC se utiliza únicamente con el consentimiento informado como última línea de intervención para el trastorno depresivo mayor.
Un tratamiento de TEC es efectiva en alrededor de un 50 % de los pacientes con el trastorno depresivo mayor resistente al tratamiento, ya sea unipolar o bipolar. El tratamiento de seguimiento es poco analizado, pero aproximadamente la mitad de los pacientes que responden, recaen en doce meses.
Aparte de los efectos en el cerebro, los riesgos físicos de la TEC son similares a los de la anestesia general breve.: 259  Inmediatamente después del tratamiento, los efectos adversos más comunes son confusión y pérdida de memoria. La TEC es considerada una de las opciones menos dañinas de tratamiento, que se encuentra disponible para las mujeres embarazadas gravemente deprimidas.
Un tratamiento habitual de TEC implica múltiples administraciones, comúnmente entre dos o tres veces por semana, esto hasta que el paciente ya no sufra síntomas. La TEC se administra bajo anestesia con un relajante muscular. La terapia electroconvulsiva puede diferir en su aplicación de tres maneras: la colocación de los electrodos, la frecuencia de los tratamientos, y la forma de onda eléctrica del estímulo. Estas tres maneras de aplicación tienen diferencias significativas, tanto en los efectos secundarios adversos como en la remisión de los síntomas. Después del tratamiento, la terapia con fármacos suele continuar y algunos pacientes reciben TEC de seguimiento.
La TEC parece funcionar en el corto plazo mediante un efecto anticonvulsivo, principalmente en los lóbulos frontales, y a largo plazo a través de efectos neurotróficos principalmente en el lóbulo temporal medial.

### Estimulación cerebral profunda
El apoyo para el uso de la estimulación cerebral profunda en el trastorno depresivo resistente al tratamiento, proviene de un conjunto de estudios de casos, y este tratamiento se encuentra todavía en una etapa temprana de investigación. En esta técnica se implantan los electrodos en una región específica del cerebro, que se estimula continuamente. Una revisión sistemática de marzo de 2010 encontró que “alrededor de la mitad de los pacientes mostraron una mejora dramática” y que los eventos adversos eran “generalmente triviales” debido a la población de pacientes psiquiátricos más jóvenes con trastornos de los movimientos. La estimulación cerebral profunda está disponible en forma experimental, solo en los Estados Unidos; y no existen sistemas aprobados por la FDA para este uso. Está disponible en Australia.

### Estimulación magnética transcraneal repetitiva
La estimulación magnética transcraneal (EMT) profunda es un método no invasivo utilizado para estimular pequeñas regiones del cerebro. Durante un proceso EMT, un generador de campo magnético o “bobina” se coloca cerca de la cabeza de la persona que recibe el tratamiento. El generador produce pequeñas corrientes eléctricas en la región del cerebro justo debajo de la bobina mediante la inducción electromagnética. La bobina está conectada a un generador de impulsos, o estimulador que suministra de corriente eléctrica a la bobina.
La EMT fue aprobada por la FDA para tratar el trastorno depresivo mayor resistente en 2008 y a partir de 2014 la evidencia clínica apoya su uso. La asociación americana de psiquiatría,: 46  la red canadiense para los trastornos del humor y la ansiedad, y el Royal Australia and New Zealand College of Psychiatrists han respaldado esta técnica.

### Estimulación del nervio vago
La estimulación del nervio vago (ENV) utiliza un electrodo implantado y un generador para crear impulsos eléctricos al nervio vago, que es uno de los nervios primarios que emanan del cerebro. Este es un tratamiento aprobado para la depresión resistente al tratamiento en la Unión Europea, y Estados Unidos y se utiliza a veces como un complemento al tratamiento antidepresivo existente. El apoyo a este método proviene principalmente de ensayos abiertos, que indican que pueden ser necesarios varios meses para observar un beneficio. El único gran ensayo doble ciego llevado a cabo solo duró diez semanas y dio resultados que no fueron concluyentes. La ENV no demostró superioridad sobre un tratamiento simulado en el resultado primario de la eficacia, pero los hallazgos fueron más favorables para uno de los estudios secundarios. Los autores de este estudio concluyeron que “la investigación no dio evidencia definitiva de la eficacia a corto plazo para ENV adjunta a la depresión resistente al tratamiento”.

### Estimulación de la electroterapia craneal
Una revisión en Cochrane en el año 2014 encontró evidencia insuficiente para determinar si la estimulación con electroterapia craneal con corriente alterna es segura y efectiva para el tratamiento de la depresión.

## Otros tratamientos

### Terapia de luz brillante

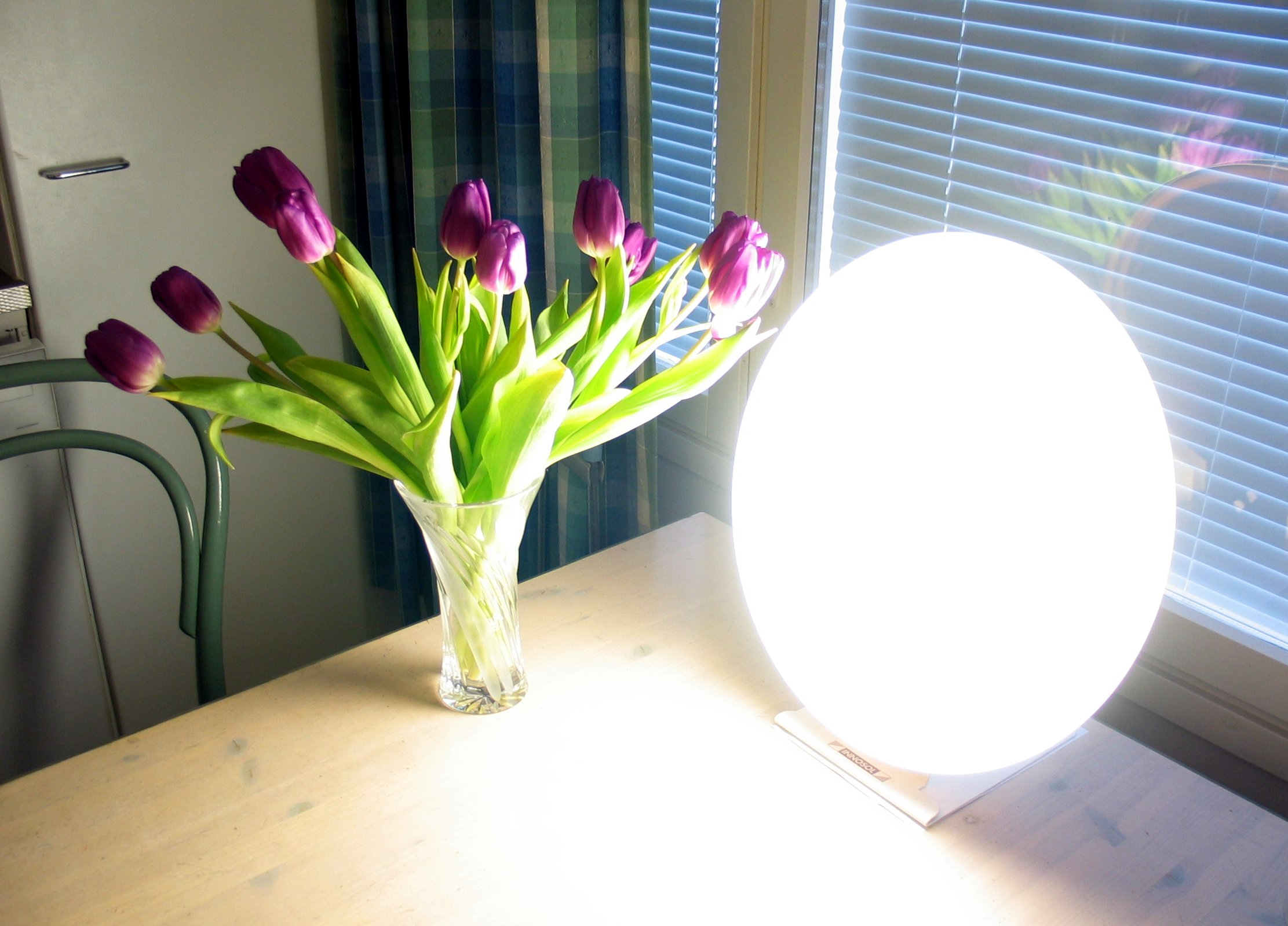
Terapia de luz brillante es usualmente utilizada para el tratamiento de la depresión, especialmente en su forma estacional (depresión estacional).

Un meta-análisis de la terapia de luz brillante hecho por la Asociación Estadounidense de Psiquiatría encontró una reducción significativa en la gravedad de los síntomas de depresión asociada con el tratamiento de luz brillante. Se encontró que produce un beneficio tanto para el trastorno afectivo estacional como para la depresión no estacional, con efectos similares a los de los antidepresivos convencionales. Para la depresión no estacional, la adición de terapia de luz al tratamientos antidepresivos estándar no fue eficaz. Un meta-análisis de la terapia de luz para la depresión no estacional realizado por Cochrane Collaboration, estudió un conjunto diferente de ensayos, donde la luz se usó en su mayoría en combinación con antidepresivos o terapia de vigilia. En este estudio se encontró un efecto moderado estadísticamente significativo para la terapia de luz, con una respuesta significativamente mejor que el tratamiento de control en estudios de alta calidad, en otros estudios que aplicaron el tratamiento de luz matutina y con pacientes que respondieron a la privación total o parcial del sueño. Ambos análisis notaron mala calidad de la mayoría de los estudios y su pequeño tamaño de muestra, e instaron a la prudencia en la interpretación de sus resultados. La corta duración (1 a 2 semanas) de la mayoría de los ensayos hace que no esté claro si el efecto de la terapia de luz podría ser sostenido a largo plazo.

### Ejercicio
La revisión de 2013 de Colaboración Cochrane sobre el ejercicio físico para el tratamiento de la depresión señaló que, basándose en algunas pruebas limitadas, es moderadamente más eficaz que una intervención de control y comparable a las terapias con el uso de drogas psicológicas o antidepresivas. En esta revisión se observaron efectos menores en estudios más rigurosos desde el punto de vista metodológico. Tres revisiones sistemáticas posteriores de 2014 que incluyeron la revisión de Cochrane en su análisis, concluyeron con hallazgos similares: uno de estos indicó que el ejercicio físico es efectivo como tratamiento complementario junto con medicación antidepresiva. Los otros dos indicaron que el ejercicio físico tiene marcados efectos antidepresivos y recomendaron la inclusión de la actividad física como un tratamiento complementario para la depresión leve a moderada, y también para enfermedades mentales en general. Estos estudios también mostraron menores efectos en experimentos metodológicamente más rigurosos. Las cuatro revisiones sistemáticas solicitaron más investigación para determinar la eficacia o la intensidad óptima del ejercicio, la duración y la modalidad. La evidencia del factor neurotrófico derivado del cerebro (FNDC), en la mediación de algunos efectos neurobiológicos del ejercicio físico se observó en una revisión que planteaba la hipótesis de que el aumento de la señalización del BDNF es responsable del efecto antidepresivo.
En junio de 2015 se publicó una revisión de las pruebas clínicas y directrices para el tratamiento de la depresión con terapia de ejercicios. Esta revisión señaló que las pruebas disponibles sobre la eficacia de la terapia de ejercicio para la depresión presentan algunas limitaciones; no obstante, afirmó que hay pruebas claras de eficacia en la reducción de los síntomas depresivos. La revisión también señaló que las características del paciente, el tipo de trastorno depresivo y la naturaleza del programa de ejercicios afectan a las propiedades antidepresivas de la terapia con ejercicios.

### Meditación
Los programas de meditación de conciencia plena pueden ayudar a mejorar los síntomas de la depresión, pero no son mejores que los tratamientos activos como la medicación, el ejercicio u otro tipo de terapias conductuales.

### Musicoterapia
Una revisión de 2009 encontró que 3 a 10 sesiones de musicoterapia dieron como resultado una mejoría apreciable en los síntomas depresivos, con mejoría aún mayor después de 16 a 51 sesiones.

### Hierba de San Juan
Un meta-análisis del año 2008 realizado por Cochrane Collaboration, concluyó que “la evidencia disponible sugiere que los extractos de hypericum probados en los ensayos incluidos, a) son superiores al placebo en pacientes con trastorno depresivo mayor, b) son igualmente eficaces como los antidepresivos estándar, c) tienen menos efectos secundarios que los antidepresivos estándar. La asociación del país de origen y la precisión con el tamaño de los efectos complica la interpretación”. El Centro Nacional de Salud Complementaria e Integral indica que “la hierba de San Juan puede ayudar en algunos tipos de depresión, esto con una similitud al tratamiento con los antidepresivos estándar de prescripción, pero esta evidencia no es definitiva”. Advierte que “combinar la hierba de San Juan con ciertos antidepresivos puede conducir a un aumento potencialmente mortal de la serotonina, una sustancia química del cerebro a la que se dirigen los antidepresivos.” La hierba de San Juan también puede limitar la eficacia de varios medicamentos recetados.

### Sueño
La depresión a veces se asocia con el insomnio (dificultad para conciliar el sueño, despertar temprano, y despertarse en medio de la noche). La combinación de estos dos resultados, la depresión y el insomnio solo empeora la situación del paciente. Por lo tanto, una buena higiene del sueño es importante para ayudar a romper este círculo vicioso. Esta higiene incluiría medidas tales como rutinas regulares del sueño, la evitación del consumo de estimulantes tales como la cafeína y el manejo de desórdenes tales como la apnea del sueño.

### Suspensión del hábito de fumar
Dejar de fumar cigarrillos se asocia con la reducción de la depresión y la ansiedad, con un resultado “igual o mayor que” el de los tratamientos antidepresivos.

### Privación total/parcial del sueño
La privación de sueño (omitir una noche de sueño) puede mejorar los síntomas de la depresión en entre el 40 % y el 60 % de los pacientes. La privación parcial del sueño en la segunda mitad de la noche puede ser tan efectiva como una sesión de privación de sueño durante toda la noche. Esta mejoría puede durar semanas, aunque la mayoría (entre el 50 % y el 80 %) recae después de la recuperación del sueño. Se ha descubierto que el desplazamiento o la reducción del periodo de sueño, la terapia de luz, los fármacos antidepresivos, y el litio puedan estabilizar los efectos del tratamiento de privación de sueño.

### Ácidos grasos esenciales
Una revisión de Cochrane Collaboration realizada en 2015 encontró insuficiente evidencia para determinar si el ácido graso omega 3 tiene algún efecto sobre la depresión. Una revisión de 2016 encontró que si se efectúan pruebas con formulaciones que contienen principalmente ácido eicosapentaenoico (AEP) y por separado otras pruebas con formulaciones que contienen ácido docosahexaenoico (ADH), pareciera que AEP podría tener un efecto positivo mientras ADH no lo tendría, pero no existe evidencia suficiente para corroborar la información.

### Cuidado compartido
La atención compartida —cuando los médicos generalistas y los especialistas tienen un manejo conjunto del cuidado de la salud de un paciente—, se ha demostrado que alivia los efectos de la depresión.